# Chessel
Chessel este un oraș din Cantonul Vaud, Elveția.
1. ↑  Arealstatistik Standard - Gemeinden nach 4 Hauptbereichen (în germană), Bundesamt für Statistik[*], accesat în 13 ianuarie 2019